# Acraea annobona
Acraea annobona är en fjärilsart som beskrevs av D'abrera 1980. Acraea annobona ingår i släktet Acraea och familjen praktfjärilar. Inga underarter finns listade i Catalogue of Life.